# Mikuláš Maník
Mikuláš Maník (nascut el 26 de maig de 1975), és un jugador d'escacs eslovac, que té el títol de Gran Mestre des de 2006. Va guanyar el campionat d'escacs eslovac el 2003.

## Biografia
La dècada de 2000 Mikuláš Maník era un dels principals jugadors d'escacs eslovacs. El 2003, va guanyar el campionat d'escacs d'Eslovàquia. Mikuláš Maník ha aconseguit molts èxits en tornejos internacionals d'escacs, guanyant o compartint primers llocs entre d'altres a Lázně Bohdaneč (1996), Litomyšl (1997), Tatranská Lomnica (1998), Pardubice (1998), Tatrzańskie Zręby (2001), Viena (2003), Prešov (2004), Česká Třebová (2006).
Mikuláš Maník va jugar representant Eslovàquia a les Olimpíades d'escacs:
- El 2002, al tercer tauler de reserva a la 35a Olimpíada d'escacs a Bled (+2, =3, -1),
- L'any 2004, al tauler de reserva a la 36a Olimpíada d'Escacs de Calvià (+4, =5, -2).

Maník també ha representat Eslovàquia al Campionat d'Europa per equips d'escacs:
- El 1999, al quart tauler del 12è Campionat d'Europa d'escacs per equips a Batum (+2, =4, -3).